# Liftaja
Liftaja (arab. لفتايا) – miejscowość w Syrii, w muhafazie Hims. W 2004 roku liczyła 2047 mieszkańców.